# Rândunică cu gât roșcat
Rândunica cu gât roșcat (Petrochelidon rufocollaris) este o specie de pasăre din familia Hirundinidae. Se găsește în Ecuador și Peru. Habitatele sale naturale sunt pășunile și fostele păduri puternic degradate. 